# Vilar (Moimenta da Beira)
Vilar es una freguesia portuguesa del concelho de Moimenta da Beira, con 8,84 km² de superficie y 485 habitantes (2001). Su densidad de población es de 54,9 hab/km².

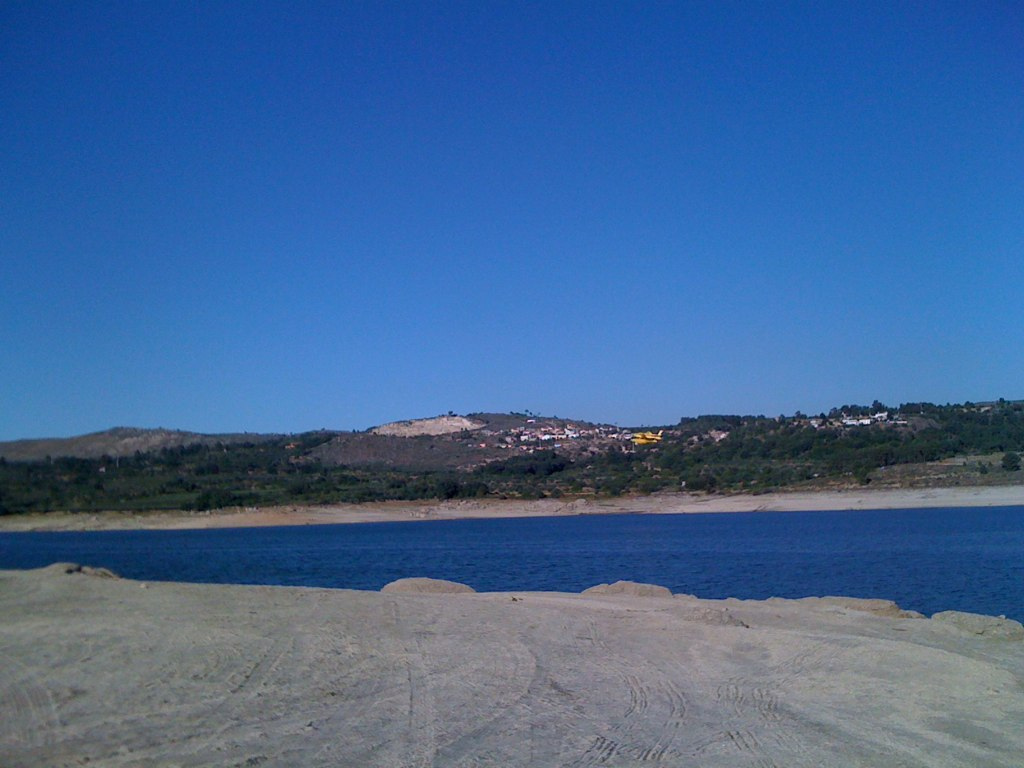
El embalse de Vilar.